# Хеликон (литературна награда)
Вижте пояснителната страница за други значения на Хеликон.
Наградата за съвременна българска художествена проза „Хеликон“ е учредена през 2002 г. от веригата книжарници „Хеликон“.
Наградата си поставя за цел да поощрява съвременни български писатели и художествените достойнства на тяхното творчество. Наградата включва скулптура, изобразяваща орел (изработка на скулптора писател Евгени Кузманов), и сума от 3000 (три хиляди) лева. Връчва се от петчленно жури за издадено през годината художествено произведение.
През 2007 г. извънредна награда за документалистика е връчена на Веселин Бранев за книгата „Следеният човек“. На следващата година се допуска още една извънредна награда за документалистика – връчена на журналистката от БНР Ивайла Александрова за книгата ѝ „Горещо червено“.

## Носители на наградата
| №  | Година | Жури | Лауреати                                                                |
| -- | ------ | --- | ----------------------------------------------------------------------- |
| 1  | 2002   | Жури с председател Михаил Неделчев и членове Бойко Ламбовски, Митко Новков, Пламен Дойнов и Марин Бодаков                                 | - сборника с разкази „Ниво за напреднали“ на Алек Попов                 |
| 2  | 2003   | Жури с председател Бойко Ламбовски и членове Георги Борисов, Алек Попов, Кръстьо Кръстев и Георги Чаталбашев                              | - романа „Поражението“ на Константин Илиев                              |
| 3  | 2004   | Жури с председател Бойко Ламбовски и членове Георги Борисов, Алек Попов, Кръстьо Кръстев и Георги Чаталбашев                              | - сборника с разкази „Господи, помилуй“ на Деян Енев                    |
| 4  | 2005   | Жури с председател Георги Борисов и членове Бойко Ламбовски, Алек Попов, Кръстьо Кръстев и Георги Чаталбашев                              | - романа „Аутопсия на една любов“ на Виктор Пасков                      |
| 5  | 2006   | Жури с председател Георги Борисов и членове Деян Енев, Бойко Ламбовски, Галина Спасова и Йордан Ефтимов.                                  | - сборника с разкази „Читателска група 31“ на Елена Алексиева,          |
| 6  | 2007   | Жури с председател Георги Борисов и членове Милена Кирова, Галина Спасова, Владимир Трендафилов и Йордан Ефтимов                          | - романа „Проклятието на жабата“ на Емил Андреев,                       |
| 7  | 2008   | Жури с председател Боряна Христова и членове Николай Аретов, Петър Волгин, Румяна Пашалийска и Йордан Ефтимов                             | - романа „Кръглата риба“ на Момчил Николов                              |
| 8  | 2009   | Жури с председател Цветан Ракьовски и членове Иво Сиромахов, Златомир Златанов, Михаил Вешим и Йордан Ефтимов                             | - сборника с разкази „Кратка история на самолета“ на Захари Карабашлиев |
| 9  | 2010   | Жури с председател Юри Лазаров и членове Цветан Ракьовски, Аглика Георгиева, Бойко Ламбовски и Йордан Ефтимов                             | - романа „Колкото до шотландеца“ на Росица Ташева,                      |
| 10 | 2011   | Жури с председател Георги Лозанов и членове Ани Илков, Юри Лазаров, Йордан Попов и Йордан Ефтимов                                         | - сборника с разкази „Деград“ на Васил Георгиев                         |
| 11 | 2012   | Жури с председател Юри Лазаров и членове Калин Донков, Кристин Димитрова, Андрей Захариев и Йордан Ефтимов                                | - романа „Името“ на Христо Карастоянов,                                 |
| 12 | 2013   | Жури с председател Калин Донков и членове Юри Лазаров, Кристин Димитрова, Андрей Захариев и Бойко Ламбовски                               | - романа „Сестри Палавееви“ на Алек Попов                               |
| 13 | 2014   | Жури с председател Калин Донков и членове Юри Лазаров, Кристин Димитрова, Андрей Захариев и Бойко Ламбовски                               | - романа „Една и съща нощ“ на Христо Карастоянов                        |
| 14 | 2015   | Жури с председател Калин Донков и членове Веселина Седларска, Бойко Ламбовски, Светлозар Желев и Юри Лазаров                              | - романа „432 херца“ на Недялко Славов                                  |
| 15 | 2016   | Жури с председател Димитър Шумналиев и членове Албена Стамболова, Катя Атанасова, Анри Кулев и Юри Лазаров                                | - романа „Камбаната“ на Недялко Славов                                  |
| 16 | 2017   | Жури с председател Димитър Шумналиев и членове Албена Стамболова, Катя Атанасова, проф. Валери Стефанов и Юри Лазаров                     | - романа „Другият сън“ на Владимир Полеганов                            |
| 17 | 2018   | Жури с председател Димитър Шумналиев и членове Албена Стамболова, Катя Атанасова, проф. Валери Стефанов и Бойко Ламбовски                 | - наградата не се присъжда                                              |
| 18 | 2019   | Жури с председател Алберт Бенбасат и членове Бойко Ламбовски, Пепа Витанова, Яница Радева и Кирил Кадийски                                | - романа „Преселението“ на Боян Биолчев                                 |
| 19 | 2020   | Жури с председател Алберт Бенбасат и членове Бойко Ламбовски, Пепа Витанова, Яница Радева и Кирил Кадийски                                | - сборника с разкази „Имена под снега“ на Иван Станков                  |
| 20 | 2021   | Жури с председател проф. Боян Биолчев и членове Росица Ташева, Елена Алексиева, Емил Андреев и Бойко Ламбовски                            | - романа „Резиденцията“ на Георги Тенев                                 |
| 21 | 2022   | Жури с председател Михаил Вешим и членове Бойко Ламбовски, доц. Юрий Дачев, проф. Магдалена Костова-Панайотова и Яница Радева             | - романа „Ловецът на пеперуди“ на Костадин Костадинов                   |
| 22 | 2023   | Жури с председател проф. Кирил Топалов и членове Бойко Ламбовски, проф. Магдалена Костова-Панайотова, доц. Юрий Дачев и Николай Терзийски | - романа „Не ви познавам“ на Теодора Димова                             |
| 23 | 2024   | Жури с председател проф. Кирил Топалов и членове доцент Елка Димитрова, доцент Юрий Дачев, Емануил А. Видински и Бойко Ламбовски.         | - романа „Градинарят и смъртта“ на Георги Господинов                    |